# Presidenti della Provincia di Latina
Elenco dei presidenti dell'amministrazione provinciale di Latina.

## Italia repubblicana (dal 1946)

### Presidenti della Provincia (dal 1951)

#### Eletti dal Consiglio provinciale (1951-1995)
| Nº             | Ritratto        | Ritratto | Nome               | Mandato          | Mandato          | Partito                       |
| Nº             | Ritratto        | Ritratto | Nome               | Inizio           | Fine             | Partito                       |
| -------------- | --------------- | -------- | ------------------ | ---------------- | ---------------- | ----------------------------- |
|                |                 |          | ?                  | ?                | ?                | ?                             |
|                |                 |          | Antonio Corona     | 21 marzo 1989    | 20 luglio 1990   | Democrazia Cristiana          |
| 20 luglio 1990 | 6 novembre 1991 |          | Antonio Corona     |                  |                  | Democrazia Cristiana          |
|                |                 |          | Severino Del Balzo | 19 novembre 1991 | 10 novembre 1994 | Partito Repubblicano Italiano |
|                |                 |          | Amodio Di Marzo    | 4 gennaio 1995   | 24 aprile 1995   | Partito Popolare Italiano     |

#### Eletti direttamente dai cittadini (1995-2014)
| Nº             | Nº              | Ritratto | Nome            | Mandato                                               | Mandato         | Partito                      | Elezione           |
| Nº             | Nº              | Ritratto | Nome            | Inizio                                                | Fine            | Partito                      | Elezione           |
| -------------- | --------------- | -------- | --------------- | ----------------------------------------------------- | --------------- | ---------------------------- | ------------------ |
|                |                 |          | Paride Martella | 24 aprile 1995                                        | 14 giugno 1999  | Centro Cristiano Democratico | 1995               |
| 14 giugno 1999 | 14 giugno 2004  | 1999     | Paride Martella |                                                       |                 | Centro Cristiano Democratico |                    |
|                |                 |          | Armando Cusani  | 14 giugno 2004                                        | 8 giugno 2009   | Forza Italia                 | 2004               |
| 8 giugno 2009  | 6 novembre 2013 | 2009     | Armando Cusani  |                                                       |                 | Forza Italia                 |                    |
| –              |                 | 2009     |                 | Salvatore De Monaco (Vicepresidente facente funzioni) | 6 novembre 2013 | 12 ottobre 2014              | Alleanza Nazionale |

#### Eletti dai sindaci e consiglieri della provincia (dal 2014)
| Nº | Ritratto | Ritratto | Nome                                               | Mandato          | Mandato          | Partito             | Elezione |
| Nº | Ritratto | Ritratto | Nome                                               | Inizio           | Fine             | Partito             | Elezione |
| -- | -------- | -------- | -------------------------------------------------- | ---------------- | ---------------- | ------------------- | -------- |
|    |          |          | Eleonora Della Penna                               | 12 ottobre 2014  | 29 aprile 2018   | Lista civica        | 2014     |
|    |          |          | Carlo Medici                                       | 29 aprile 2018   | 4 ottobre 2021   | Partito Democratico | 2018     |
|    |          |          | Domenico Vulcano (Vicepresidente facente funzioni) | 4 ottobre 2021   | 20 dicembre 2021 | Forza Italia        | 2018     |
|    |          |          | Gerardo Stefanelli                                 | 20 dicembre 2021 | in carica        | Italia Viva         | 2021     |